# Kjell Kaspersen
Kjell Robert Kaspersen (ur. 7 kwietnia 1939 w Oslo) – norweski piłkarz występujący na pozycji bramkarza. Mąż aktorki i piosenkarki Lill-Babs, a także ojciec prezenterki telewizyjnej Kristin Kaspersen.

## Kariera klubowa
Kaspersen przez całą karierę występował w zespole Skeid. Rozpoczął ją w sezonie 1959/1960, gdy Skeid grał w pierwszej lidze. W sezonach 1963 oraz 1965 zdobył z nim Puchar Norwegii, a w sezonie 1966 mistrzostwo Norwegii. W sezonie 1970 spadł ze Skeid do drugiej ligi, ale w kolejnym wrócił z nim do pierwszej. W 1972 roku zakończył karierę.

## Kariera reprezentacyjna
W reprezentacji Norwegii Kaspersen zadebiutował 27 lipca 1961 w przegranym 1:4 meczu Mistrzostw Nordyckich z Finlandią. 19 maja 1965 w wygranym 7:0 towarzyskim pojedynku z Tajlandią strzelił gola z rzutu karnego. W latach 1961–1971 w drużynie narodowej rozegrał 33 spotkania.